# Идрис
Идрис I (12 март 1889 г. – 25 май 1983 г.) е крал на Либия от 1951 г. до 1969 година. Докато е на лечение в Турция през 1969 г., група млади военни офицери под ръководството на Муамар Кадафи го свалят от власт и извършват държавен преврат.
Сиди Мухамад Идрис ал-Махди ал-Сенуси става върховен ръководител на Ордена на сенусите през 1916 г. Орденът се ползва с традиционно силно влияние в Либия. През 1921 г. е избран за емир на цяла Либия, но поради италианската колониална политика е принуден да се оттегли в Египет. По време на Втората световна война Идрис поддържа съюзниците.
През 1951 г. става крал на Либия. Поради неудачите в управлението на страната и няколкото опита за неговото убийство, Идрис поема властта в свои ръце и налага политика на централизация на страната.
Благодарение на растящите приходи от нефтодобива правителството на Идрис I инвестира значителни суми в инфраструктурата на страната и в образованието. Множество младежи са пращани да се образоват в чужбина.
През 1960-те години се засилват идеите на панарабизма в страната. Като следствие от това и от Шестдневната война през 1969 г. избухват панарабски протести, които преминават в погроми над еврейското малцинство. Последното е принудено да напусне Либия.
На 1 септември 1969 г., използвайки отсъствието му, военните начело с полковник Кадафи свалят Идрис I. В последвалите години Идрис I живее в изгнание в Кайро.